# Colostygia probaria
Colostygia probaria là một loài bướm đêm trong họ Geometridae.